# Hymenophyllum ledermannii
Hymenophyllum ledermannii är en hinnbräkenväxtart som beskrevs av Guido Georg Wilhelm Brause. Hymenophyllum ledermannii ingår i släktet Hymenophyllum och familjen Hymenophyllaceae. Inga underarter finns listade.